# Els Pioners del Demà
Els Pioners del Demà és un programa televisiu infantil del canal palestí Al-Aqsa TV, que pertany al partit governant Hamàs. Va tindre la seua primera transmissió el 16 d'abril de 2007 i s'emetia el divendres. Va ser retirat l'11 de maig de 2007, però posteriorment reemès fins al 2022.

## Continguts
Els Pioners del Demà és conduït per Saraa Barhoum, una nena vestida amb robes típiques palestines.
En el programa s'ensenya als nens a obeir els seus pares, rentar-se les dents i la importància de prendre llet al matí; però també s'hi fa defensa del fonamentalisme islàmic o temes relacionats amb la causa palestina. Així, en un dels episodis, Farfur¡¡ diu: "Estem assentant les bases per a dominar el món sota el lideratge de l'islam".

### Personatges
Inicialment li acompanyava el ratolí Farfur ("papallona " en idioma àrab), un personatge similar a Mickey Mouse.
Després de la mort del ratolí Farfur, va ser reemplaçat pel seu cosí, l'abella Nahoul.
Nahoul fa ús del mateix tipus de discurs de Farfur.
El 8 de febrer de 2008, apareix el personatge Assud, semblant al conill Bugs Bunny, que diu que vol menjar als jueus.

## Polèmica
El contingut del programa es va difondre en els mitjans occidentals i al portal YouTube, generant crítiques. Palestine Media Watch, un grup israelià d'anàlisi de mitjans, va assenyalar que Els Pioners del Demà adoctrina als xiquets palestins en la supremacia islàmica, l'odi a Israel i l'antiamericanisme. Líders de Hamas com Yehia Moussa han negat que el programa inciti al odi contra els jueus.
Davant les crítiques, el Ministeri d'Informació palestí va retirar el programa per a revisar-ne el contingut, després de televisar la tortura i assassinat a les mans d'un actor caracteritzat com a agent israelià del ratolí Farfur.